# The Pearce Sisters
The Pearce Sisters és un curtmetratge estatunidenc del 2007 creat per Aardman Animations.

## Argument
Dues estranyes i peculiars germanes anomenades Rose i Violet Pearce, que resideixen en un petit poble costaner, són al centre de la narració. La peculiar conducta de les germanes, especialment la seva inclinació per les barbes, molesta als habitants.
A mesura que avança la història, els veïns del poble decideixen actuar de manera independent, guiats pel barber de la zona. En un intent de tornar a la normalitat les barbes de les germanes, es van proposar afaitar-les a la força. Les germanes, en canvi, lluiten contra aquesta invasió ja que són força protectores del seu pèl facial.
La pel·lícula aborda temes de conformitat, expectatives de la societat i els efectes d'intentar ocultar la singularitat, sovint prenent girs estranys i estranys. L'humor fosc i el comentari social punyent de la pel·lícula es veuen millorats per la seva tècnica d'animació distintiva i personatges inusuals.
En definitiva, "The Pearce Sisters" és un curtmetratge visualment fascinant i provocador que aborda temes de conformitat cultural i les dificultats que viuen aquells que s'atreveixen a ser diferents a través de la comèdia fosca.

## Repartiment
- Len Gray
- Dan Williamson

## Recepció crítica
El Festival de Cinema de Sundance ressenya: Cook va utilitzar ordinadors i animacions dibuixades a mà per explicar una història ombrívola en contrast amb l'estil d'animació alegre i claymation pel qual és coneguda Aardman Animations. Volia una música molt mínima i sense diàlegs per complementar l'austeritat de la història. El so es va afegir abans de l'animació, servint de base per a l'edició. L'ordinador va generar cares animades per a personatges sense expressió. Després, es va imprimir l'animació. Les característiques i les emocions en 2D de cada fotograma es van dibuixar manualment d'una manera rugosa i esgarrapada, es van tornar a escanejar a l'ordinador i després es van utilitzar com a superposició per a l'animació en 3D. En general, els colors semblaven haver estat blanquejats pel mar.

## Premis i nominacions
Aquesta és una llista de premis i nominacions de The Pearce Sisters.
| 2007 | Luis Cook (empat amb Juan Pablo Zaramella a Lapsus) | ANIMA - Festival Internacional d'Animació de Còrdova Premi Millor Animació de Contes Animats       | Guanyador |
| 2007 | Luis Cook                                           | Premi especial del jurat de curtmetratges del Festival Internacional de Cinema d'Animació d'Annecy | Guanyador |
| 2007 | Luis Cook                                           | Premi Cristall del Festival Internacional de Cinema d'Animació d'Annecy                            | Nominat   |
| 2007 | Luis Cook                                           | Europe Cartoon Forum Cartoon d'Or                                                                  | Guanyador |
| 2007 | Luis Cook                                           | Cinanima Grand Prize                                                                               | Guanyador |
| 2007 | Luis Cook                                           | Krok International Animated Films Festival Grand Prix                                              | Guanyador |
| 2007 | Luis Cook                                           | Festival de Sitges Premi Gertie al millor curtmetratge d’animació.                                 | Guanyador |
| 2007 | Luis Cook                                           | Menció especial al Festival de Cinema Nits Negres de Tallinn                                       | Guanyador |
| 2008 | Jo Allen and Luis Cook                              | Premi BAFTA al millor curtmetratge d’animació                                                      | Guanyador |
| 2008 | Luis Cook                                           | Festival del Curtmetratge de Clermont-Ferrand International – Millor pel·lícula d’animació         | Guanyador |
| 2008 | Luis Cook (Prix UIP Tampere)                        | Premi del Cinema Europeu al millor curtmetratge                                                    | Nominat   |
| 2008 | Luis Cook                                           | Festival de Cinema de Tampere - Prix UIP Tampere (European Short Film)                             | Guanyador |
| 2008 | Luis Cook                                           | Grand Prix al Animafest Zagreb                                                                     | Guanyador |